# 기장 장관청
기장 장관청(機張 將官廳)은 부산광역시 기장군에 있는 조선시대의 건축물이다. 2015년 3월 18일 부산광역시의 유형문화재 제153호로 지정되었다.

## 개요
기장 장관청은 동래부의 장관청(부산광역시지정 유형문화재 제8호)과 함께 전국적으로도 남아 있는 사례가 드문 군관용 관아 건물이다. 조선 중기 이래의 간소한 굴도리식 건물로써 건축사적으로 크게 주목될 뿐 아니라 문화재적 가치도 뛰어나며, 조선 후기 부산 및 기장 지역 관아 건축의 양상을 보여주는 몇 안 되는 건축 유구(遺構)로 우리나라 동남해안의 전략 요충지였던 기장군의 역사성을 고스란히 담고 있는 소중한 건축 문화재이다.

## 갤러리

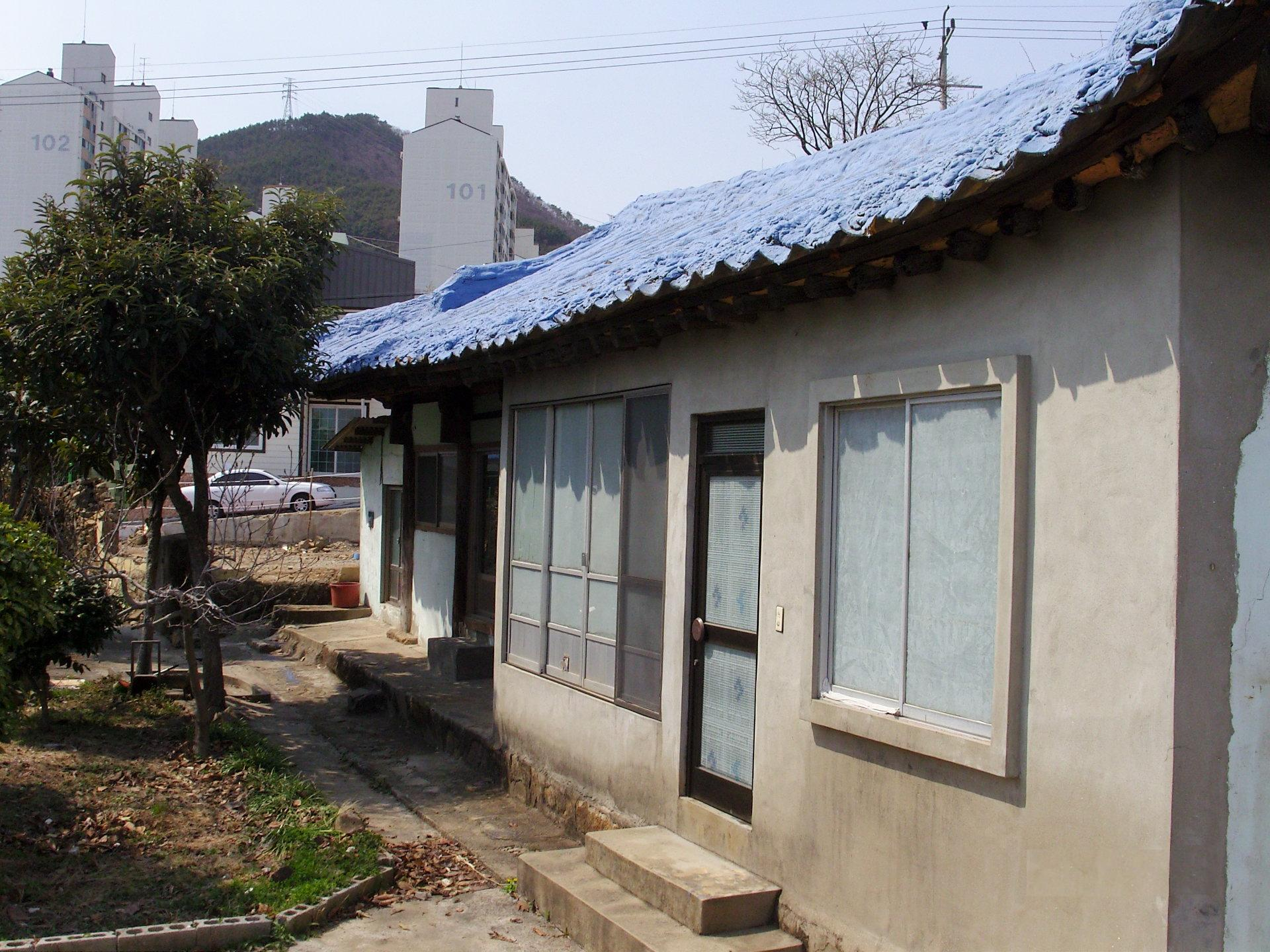

## 같이 보기
- 동래 장관청 - 부산광역시 유형문화재 제8호

## 참고 문헌
- 기장 장관청 - 국가유산청 국가유산포털